# میه‌تا
میه‌تا (ایتالیایی: Mietta؛ زادهٔ ۱۲ نوامبر ۱۹۶۹) خواننده، بازیگر، رمان‌نویس اهل ایتالیا است. وی از سال ۱۹۸۸ میلادی تاکنون مشغول فعالیت بوده‌است.
از فیلم‌ها یا مجموعه‌های تلویزیونی که وی در آن‌ها نقش داشته است می‌توان به «هشت‌پا» اشاره نمود.